# Виру Спутник

«Виру Спутник» (эст. Kohtla-Järve Viru Sputnik) — полупрофессиональный хоккейный клуб, представляющий эстонский северо-восточный город Кохтла-Ярве. Выступает в Эстонской хоккейной лиге. Домашняя арена «Кохтла-Ярве Яаахалл» вмещает 2000 зрителей.

## История
Клуб был основан в 2003 году, после завершения деятельности городского клуба «CHC». В 2009 году «Виру-Спутник» впервые поднялся на пьедестал почёта, завоевав серебряные медали чемпионата Эстонии, а в 2010 году клуб из Кохтла-Ярве стал чемпионом Эстонии, завоевав право участвовать в Континентальном Кубке. В этом турнире эстонский клуб закончил выступления в предварительном раунде, заняв в своей группе 2 место, сенсационно обыграв чемпиона Голландии. 
По итогам сезона 2015/16 команда завоевала серебряные медали. 
Клуб занимается развитием детского хоккея в регионе, а также некоторое время занимался по вектору женского хоккея. 
Воспитанники клуба выступают за сборные страны, а также в иностранных лигах. 
В 2021 на базе хоккейного клуба «Виру-Спутник» начал функционировать Центр развития молодёжного хоккея Эстонии. Целью этого нового проекта является воспитание молодых хоккеистов 16-18 лет, только ещё прокладывающих себе дорогу в большую хоккейную жизнь.

## Достижения
- Чемпион Эстонии (1): 2010
- Серебряный призёр чемпионата Эстонии (4): 2009, 2011, 2012, 2016